# Śpiewki i nuty
Śpiewki i nuty – zarejestrowany w 1994 roku album góralskiej muzykującej rodziny Trebunie-Tutki. Płyta zawiera melodie i piosenki góralskie w tradycyjnym brzmieniu.

## Spis utworów
| 1.  | Ozwodne | 2:18  |
|     | - "Bez jeden wiersycek" - "Cyś sama widziała"                                                                                                   |       |
| 2.  | Krzesane | 4:21  |
|     | - Ratułowiańska "Moja miła" - "Zalecoł się kogut kurze" - "Przyseł, przyseł" - Krzesany po 2 - Zielona I                                        |       |
| 3.  | Janosikowe | 5:39  |
|     | - Marsz żałobny "Kie Janicka wiedli do Lewoce" - "Pośli śwarni chłopcy" - Twoja miła                                                            |       |
| 4.  | Ozwodne zbójnickie | 2:09  |
|     | - Czarnodunajecka - "W karcmie pod reglami" - Ozwodna matejowa                                                                                  |       |
| 5.  | Duchowe | 4:50  |
|     | - "Ej wara wom Dunajcanie" - "Jedzie furman dolinom"                                                                                            |       |
| 6.  | Zbójnickie | 3:40  |
|     | - Do zbójnickiego - "Tańcyli zbójnicy" - "Janicku gibki" - Zbójnicki staroświecki - "Łapił zbójnik hajduka" - Krzesany po 3 - Zielona zbójnicka |       |
| 7.  | Marsz | 1:35  |
|     | - "Pódźmy chłopcy" |       |
| 8.  | Wierchowe | 7:42  |
|     | - Kościeliska - Poroniańska "Ciesyły mnie basy" - Dziadka Tutki - Hanusina                                                                      |       |
| 9.  | Drobne | 4:01  |
|     | - "Chudobnom mnie matuś miała" - Drobno orawsko - "Kiek se poseł" - Zielona II "Kieby moje rącki"                                               |       |
| 10. | Sabałowe | 3:51  |
|     | - Sabałowa I - "Ej góry z dolinami" - "Hej ty moja Marunko" - Drobna Sabałowa                                                                   |       |
| 11. | Śpiew pasterski | 0:32  |
|     | - "Kiedy jo se pasła" |       |
| 12. | Nuty Zaryckiego | 2:23  |
|     | - "Jesce słonko nie wysło" - "Dunajeckie równie"                                                                                                |       |
| 13. | Obrzędowe weselne | 5:02  |
|     | - Śpiew pytacy - Pytacko - Cepowiny: śpiewki druzcek i druzbów                                                                                  |       |
| 14. | Ozwodne i krzesane | 2:56  |
|     | - Do bitki "Abo mnie zabijom" - Krzesany po 4 - Krzesany po 8 "Rgoźniczański" - Krzesany po 2 "Ze starej" - Zielona                             |       |
| 15. | Baciarskie | 1:49  |
|     | - "Ej zarosły chodnicki" - "Ej ani tak nie grajom"                                                                                              |       |
| 16. | Polki weselne | 5:05  |
|     | - "Którędy, którędy" - "Ej do Krakowa" |       |
|     | | 57:53 |
|     | |       |

## Muzycy
- Krzysztof Trebunia-Tutka - skrzypce-prym I, piszczałki, gwizdanie, akordeon (15), śpiew solo (1, 2, 5, 6, 7, 10, 14), opracowanie artystyczne
- Andrzej Polak - skrzypce-prym II, sekund, śpiew solo (5, 12, 13)
- Anna Trebunia-Tutka - skrzypce-sekund I, gitara (16), śpiew solo (7, 8)
- Andrzej Wyrostek - skrzypce-sekund, kontrabas (16)
- Wojciech Stankiewicz - skrzypce-sekund
- Jan Trebunia-Tutka - basy podhalańskie, altówka (16), śpiew
- Piotr Polak - śpiew
- Jan Król - akordeon (16), śpiew (6, 13)
- Stanisława Trebunia-Staszel - śpiew solo (1, 2)
- Katarzyna Trebunia-Tutka - śpiew, wyrkanie